# Diagonalvejen
Diagonalvejen var et vejprojekt i 1950'erne som havde til formål at forbinde Jyllands største by Aarhus med den isfrie havn i Esbjerg.
Projektet blev aldrig fuldført, idet Diagonalvejen kom til at slutte ved den daværende hovedvej 13 – nu Primærrute 13 ved Hjølund.
Den sydligste del af Diagonalvejen er i dag en del af Primærrute 30
55°50′14.94″N 9°11′56.13″Ø / 55.8374833°N 9.1989250°Ø